# Онсеумвиј
Онсеумвиј (фр. Anceaumeville) насеље је и општина у северној Француској у региону Горња Нормандија, у департману Приморска Сена која припада префектури Руан.
По подацима из 2011. године у општини је живело 698 становника, а густина насељености је износила 149,15 становника/km². Општина се простире на површини од 4,68 km². Налази се на средњој надморској висини од 160 метара (максималној 181 m, а минималној 55 m).

## Демографија
| 1962. | 1968. | 1975. | 1982. | 1990. | 1999. | 2011. |
| ----- | ----- | ----- | ----- | ----- | ----- | ----- |
| 317   | 350   | 367   | 521   | 566   | 714   | 698   |

График промене броја становника у току последњих година